# Sfânta Elena, Caraș-Severin
Sfânta Elena (în cehă Svatá Helena) este un sat în comuna Coronini din județul Caraș-Severin, Banat, România. Este cel mai vechi sat încă locuit de minoritatea cehă din Banat.

## Geografie
Localitatea se situează în sudul județului Caraș-Severin, la numai câțiva kilometri nord de Dunăre, în dreptul Porților de Fier ale Dunării. 
Datorită faptului că satul se situează într-o zonă cu munți din rocă cristalină, alimentarea cu apă a satului a constituit din totdeauna o problemă. Nu există niciun izvor de apă în apropiere iar cele câteva puțuri de apă la mare adâncime, s-au degradat cu timpul datorită poluării cu resturi menajere. Din această cauză, locuitorii sunt nevoiți să capteze pe cât posibil apa de ploaie. Un alt sat de cehi din apropiere, „Sfânta Elisabeta” (Svatá Alžběta), a fost părăsit din cauza problemelor cu alimentarea cu apă și este în prezent un „sat-fantomă”.

## Istorie
Sfânta Elena a fost cel de-al doilea sat de cehi înființat în Banat, în anul 1824. În acea perioadă a avut loc primul val de conlonizări cu cehi proveniți din Boemia. Motivul principal pentru care cehii au fost colonizați în acest loc a fost dezvoltarea exploatărilor de lemn. Marea majoritate a cehilor au venit din regiunea „Středočeský kraj”. Ei au ridicat o biserică catolică în 1879 și una evanghelică în 1887. Între timp cea evanghelică a fost preluată de comunitatea baptistă.
Istoria recentă a satului urmează o traiectorie urmată de majoritatea satelor de cehi bănățeni: după căderea regimului Ceaușescu, o bună parte dintre locuitori au emigrat, mare parte în Cehia. Dacă în 1991 aici locuiau 800 de oameni, după aproape 10 ani, numărul lor aproape s-a înjumătățit, ajungând la numai 540 de locuitori în anul 2000 și circa 400 în prezent. Sursele principale de venit ale locuitorilor care au mai rămas sunt agricultura și munca în minele de la Moldova Nouă, un sector în continuu declin.

## Imagini

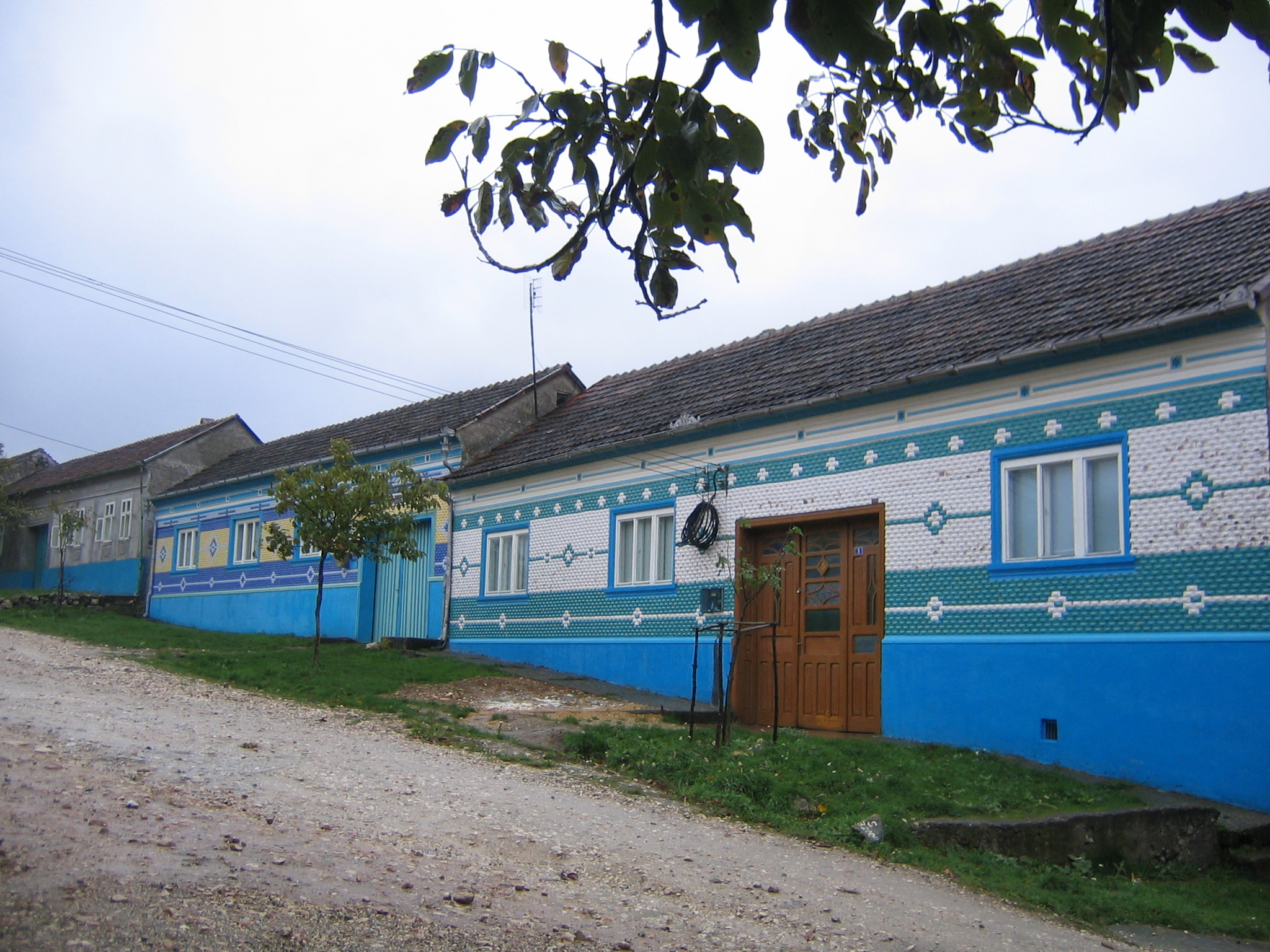
Case tradiţionale cehe
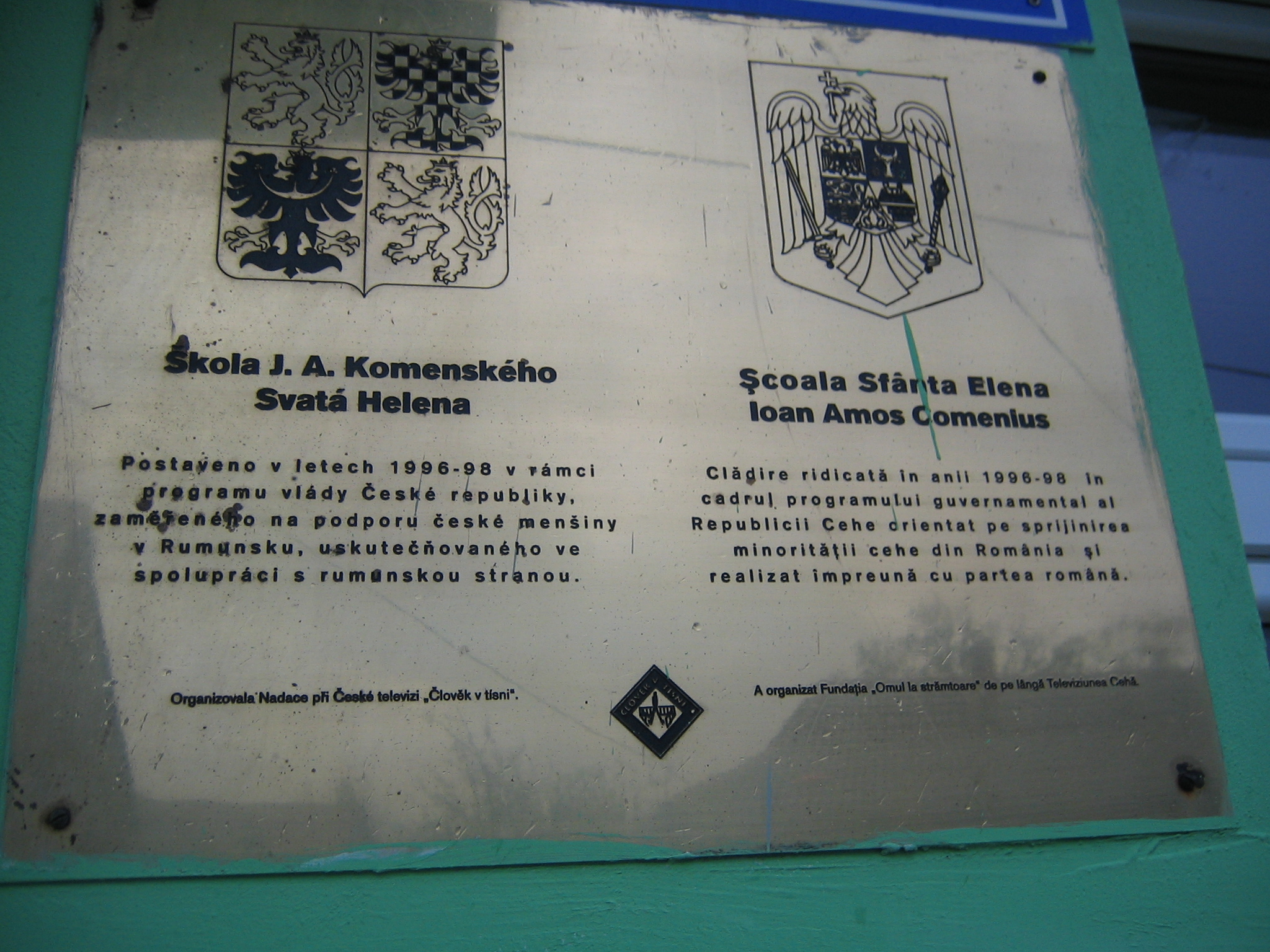
Tăbliţă bilingvă amplasată la intrarea în şcoală
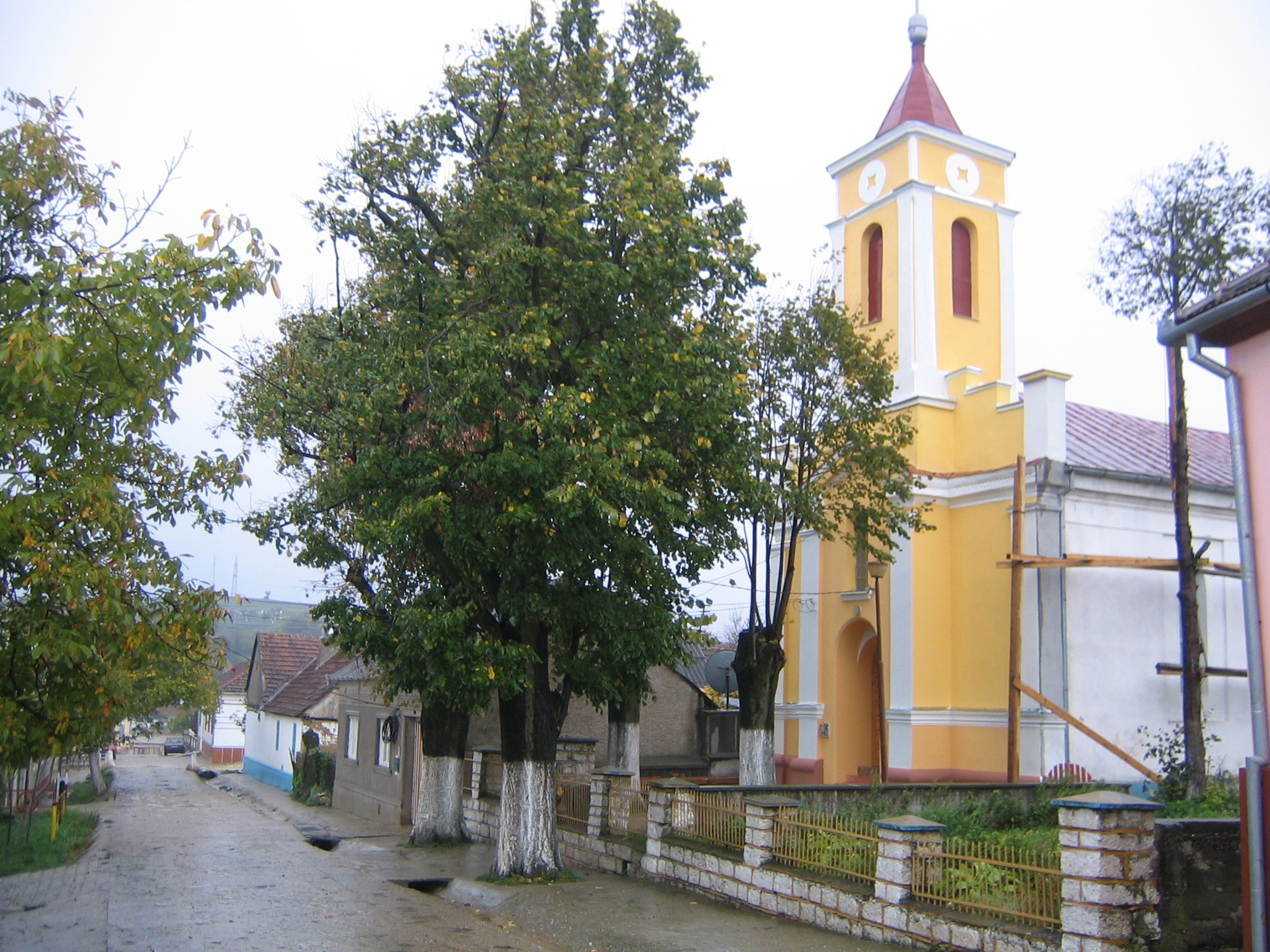
Biserica baptistă (fostă luterană)